# Close My Eyes (Sander van Doorn-dal)
A Close My Eyes című dal Sander van Doorn holland techno és trance zenét játszó DJ és lemezproducer dala, amelyen közreműködik Robbie Williams brit popénekes, a Pet Shop Boys együttes és Chris Zippel.

## Különböző kiadások
Promo kislemez
1. Close My Eyes (Radio Edit) (3:05)
2. Close My Eyes (Club Mix) (7:24)
3. Close My Eyes (Dub) (6:08)

Promo kislemez
1. Close My Eyes (Radio Edit) (3:05)
2. Close My Eyes (Club Version) (07:26)
3. Close My Eyes (Alternative Club Version) (06:22)
4. Close My Eyes (Dub) (06:07)

CD kislemez
1. Close My Eyes (Radio Edit UK) (02:49)
2. Close My Eyes (Club Mix) (7:24)

CD kislemez (Erősen limitált rajongói példány)
1. Close My Eyes (Radio Edit UK) (02:49)
2. Close My Eyes (Radio Edit) (3:05)
3. Close My Eyes (Club Mix) (7:24)
4. Close My Eyes (Dub) (6:08)
5. Close My Eyes (Video) (03:05)

## Helyezések
| Slágerlista (2009)            | Csúcs pozíció |
| ----------------------------- | ------------- |
| Németország kislemez listája  | 33            |
| Hollandia Mega Single Top 100 | 7             |
| Hollandia Dance Chart         | 2             |